# Stephen LaBerge
Stephen LaBerge (* 1947) ist ein amerikanischer Psychologe und Unternehmer. Neben dem 1998 verstorbenen Paul Tholey ist er der führende Forscher auf dem Gebiet der Klarträume.

## Wirken
LaBerge erwarb 1967 seinen Bachelor in Mathematik an der University of Arizona und bekam 1980 den Titel Ph.D. der Psychologie für seine Studie Lucid dreaming: an exploratory study of consciousness during sleep. Seine Hauptarbeit wurde in mehrere Sprachen übersetzt. An der Stanford University war er bis 2003 Research Associate (Postdoktorand) am Department of Psychology. Er leitet das von ihm gegründete Lucidity Institute, das kommerzielle Selbsterfahrungskurse und Geräte vertreibt, die Klarträume hervorrufen sollen (Novadreamer). 

## Bedeutung
LaBerge ist Grundlagenforscher auf dem Gebiet der Klartraumforschung. Unabhängig von Keith Hearne, der dieselben Forschungen betreibt und etwa zur selben Zeit ähnliche Entdeckungen gemacht hat, konnte LaBerge wissenschaftlich im Rahmen seiner Doktorarbeit nachweisen, dass es sich bei Klarträumen um ein reales Phänomen handelt. Der Kern des Experiments bestand in der empirischen Beobachtung seiner Augenbewegungen im Schlaflabor während des Schlafes. LaBerge war immer wieder in der Lage, während seiner luziden Träume ein vereinbartes, unverwechselbares und nicht durch Zufall zu erklärendes Signal durch bewusstes Hin- und Herbewegen seiner Augäpfel zu erzeugen. Dabei befand er sich nachweislich im REM-Schlaf. Damit bewies er zugleich die Scanning-Hypothese. Das Experiment wurde in dieser und ähnlichen Versuchsanordnungen (zum Beispiel das Lösen von sehr einfachen Rechenaufgaben im Traum) später von vielen weiteren Personen erfolgreich wiederholt.

## Publikationen auf Englisch (Auswahl)
- Stephen LaBerge: Lucid Dreaming: The power of being aware and awake in your dreams. 1985, ISBN 0-87477-342-3 (englisch).
- Stephen LaBerge, Howard Rheingold:: Exploring the World of Lucid Dreaming. 1990, ISBN 0-345-37410-X (englisch).
- Stephen LaBerge: Lucid Dreaming: A Concise Guide to Awakening in Your Dreams and in Your Life. 2004, ISBN 1-59179-150-2 (englisch).

## Werke auf Deutsch
- Hellwach im Traum. Höchste Bewußtheit in tiefem Schlaf. Paderborn 1987 ISBN 3-87387-266-8 Kurzbesprechung der ekz, nochmals München 1991
- Träume, was du träumen willst – die Kunst des luziden Träumens. MVG Verlag, 2014, ISBN 978-3-864-15663-2 (eingeschränkte Vorschau in der Google-Buchsuche), dt. Übersetzung von Exploring the world of lucid dreaming.